# ألكسيس سابيلا
ألكسيس سابيلا (بالإسبانية: Alexis Sabella)‏ هو لاعب كرة قدم أرجنتيني، ولد في 20 يونيو 2001 في Florentino Ameghino, Buenos Aires ‏ في الأرجنتين.

## وصلات خارجية
- ألكسيس سابيلا على موقع قاعدة بيانات كرة القدم.إي يو (الإنجليزية)
- ألكسيس سابيلا على موقع Soccerway.com (الإنجليزية)